# Palmira Julia Tello
Palmira Julia Tello Landeta, también conocida como Amaya Tello o "Tellito", (Madrid, 2 de septiembre de 1920 - Ib. 16 de enero de 2016) fue una propagandista y miliciana española que luchó por la República. 

## Biografía y trayectoria
Nació en Madrid, en el barrio de Cuatro Caminos. Aunque su familia era socialista, con 14 años empezó a militar en las Juventudes Socialistas Unificadas. Trabajó como aprendiz en un taller de sastrería situado en la calle Alcalá número 16.

### La guerra
Cuando se produjo el golpe de Estado en 1936, Tello formaba parte del grupo AgitProp, Agitación y Propaganda, junto a su amiga Dionisia Manzanero, una de Las Trece Rosas. Recorría los pueblos movilizando a la población, realizando mítines y llamando a las milicias. El 31 de octubre de 1936, una foto suya vestida de miliciana apareció en la portada de la conocida revista Estampa con el siguiente titular: "'¡Todos los hombres y mujeres en servicios de guerra y retaguardia!', es la voz que ha sonado por barrios, mercados y fábricas de Madrid". Esta imagen fue utilizada en carteles de combate y en la portada del libro de Mary Nash Mujer y movimiento obrero en España, 1931-1939. No está claro que dijera exactamente las palabras que aparecen en la portada de la revista, su hijo Gregorio Párraga Tello compartió la siguiente cita:

"Sola y desarmada, arengaba a la gente en las plaza de los pueblos palabras que me salían del alma. Las madres me oían pedir que dejaran a sus hijos alistarse para el frente. Podían lanzarse contra mí, iba indefensa. Y nunca en ninguno de los pueblos por los que pasé me hicieron nada. ¡Cuando yo, a lo que iba era a llevarme a sus hijos a la batalla!"
Palmira Julia Tello

 Sus compañeros empezaron a llamarla La Tellito. Participaba en diferentes acciones, lo mismo enseñaba a utilizar un fusil que a movilizar a la población. Se casó con un soldado republicano, Ernesto Niño, que fue enviado poco después al frente de Guadalajara y abatido a los diez días. Tello también participó en la batalla de Guadalajara, coincidiendo con las Brigadas Internacionales. Acompañó a la brigada Thaelmann en varios frentes, por Albacete, Toledo, Ciudad Real y Jaén.  En noviembre de 1937 asistió a la Segunda Gran Conferencia Nacional de Mujeres Antifascistas celebrada en Valencia. De allí se fue a Alicante con la intención de coger un barco para escapar, pero no había sitio y tuvo que regresar a Madrid.

### Después de la guerra
Cuando terminó la guerra, en abril de 1939, ya en Madrid, empezó a trabajar en una sastrería. El 5 de agosto de 1939 fueron fusiladas Las Trece Rosas y se enteró de que la policía franquista la estaba buscando, se presentó en su casa y detuvo a sus dos tías, Margarita y Carmen, su madre ya estaba presa en la cárcel de Ventas. Tello consiguió permanecer escondida hasta que pudo escarpar y salir hacia Zaragoza. Para pasar desapercibida cambió de nombre, adoptando el nombre vasco de Amaya, en homenaje a su abuelo Lázaro Landeta, dueño de un caserío de Buia, y a una hija de Dolores Ibárruri.
En Zaragoza trabajó como modista. Allí conoció a Ciriaco Párraga, pintor retratista amigo de Blas de Otero, también comunista y que se convertiría en su compañero el resto de su vida. Fue modelo de muchos de los cuadros del pintor como el que realizó en 1940 Perdimos la guerra y Maternidad 1940 . Más tarde se trasladaron a Bilbao y en 1958 Párraga fue encarcelado durante un año y medio. En la década de 1960, en su casa del barrio de Begoña se celebraban reuniones clandestinas del Partido Comunista de Euskadi y se imprimían Mundo Obrero y la revista Euskadi Roja.

### Últimos años
En los últimos años de la dictadura y primeros de la democracia, Tello estuvo implicada en movimientos vecinales que luchaban por mejorar las condiciones de los barrios más desfavorecidos. En 1985 se trasladó a El Casar de Talamanca (Guadalajara), donde residió hasta los 92 años. Durante la década de 1990 viajó a Estados Unidos cada año para visitar a su hija. Se reunía con veteranos del Batallón Lincoln, la brigada estadounidense que luchó en la Guerra Civil. En el año 2003, con 83 años, participó en una manifestación contra la guerra de Irak en San Francisco. En septiembre de 2015, a los 95 años de edad, fue ingresada en un hospital y ya no volvió a su casa. Falleció el 16 de enero de 2016.